# Leave No Trace
Leave No Trace (engl. für „Hinterlasse keine Spuren“) ist ein Filmdrama von Debra Granik, das am 20. Januar 2018 im Rahmen des Sundance Film Festivals seine Premiere feierte und am 29. Juni 2018 in ausgewählte US-Kinos kam. Der Coming-Of-Age-Film basiert auf dem Roman Meine Wildnis (Originaltitel My Abandonment) von Peter Rock aus dem Jahr 2009.

## Handlung
Der verwitwete Kriegsveteran Will, der an einer Posttraumatischen Belastungsstörung leidet, lebt mit seiner 13-jährigen Tochter Tom zurückgezogen in den Wäldern nahe Portland, Oregon. Die beiden ernähren sich von dem, was die Natur ihnen bietet. Wasser beziehen sie aus dem Fluss oder sie sammeln Regenwasser und sie schlafen in einem selbstgebauten Zelt. Nur gelegentlich begibt sich Will in die Stadt, um die ihm verschriebenen Schmerzmittel auf dem Schwarzmarkt zu Geld zu machen und sie so mit dem Nötigsten aus der zivilisierten Welt zu versorgen.
Eigentlich wollte Will seine Tochter von anderen Menschen fernhalten und mit ihr eine Existenz im Geheimen führen, doch eines Tages werden sie aufgrund einer kleinen Unachtsamkeit entdeckt. Ein Jogger macht die Behörden auf sie aufmerksam, die sie auffordern, sich eine neue Bleibe zu suchen. Weil Will sich weigert, werden sie von der Polizei und Park-Rangern in Gewahrsam genommen. Will soll für einen Farmer namens Walters, der ihre Geschichte im Fernsehen gesehen hat, beim Schlagen und Transport von Weihnachtsbäumen helfen. Im Gegenzug stellt Walters ihnen ein kleines Haus auf seinem Stück Land zur Verfügung. Tom, die Will bislang selbst unterrichtet hat, soll eine Schule besuchen. In Tom schlummerten schon eine Weile leise Sehnsüchte nach einem Leben mit anderen Menschen, doch Will kommt mit der neuen Situation nicht zurecht. Er bricht erneut aus und kehrt mit Tom in die Wildnis zurück, wo er sich mit ihr in einer Waldhütte versteckt hält. Als Will im Wald verletzt wird, sucht Tom Hilfe bei fremden Leuten, die sie gastfreundlich in ihrer Gemeinschaft im Wald aufnehmen. Tom fühlt sich in der Gruppe wohl und will auf jeden Fall bleiben. Da Will es unter Menschen nicht aushält, trennt er sich schweren Herzens von seiner Tochter und lässt sie in dem Camp zurück, während er wieder in die Wälder zieht.

## Produktion

### Literarische Vorlage und Stab
„Ich war schon immer an Menschen interessiert, die nicht konform sind, die einen Lebensstil finden, der nicht völlig konform mit der übrigen Gesellschaft ist.“

Der Film basiert auf einem gleichnamigen Roman von Peter Rock aus dem Jahr 2009. Rock hatte einen im Jahr 2004 im Oregonian veröffentlichten, Aufmerksamkeit erregenden Artikel mit dem Titel Out Of The Woods Police Rescue Father, Girl Who Say Forest Park Was Their Home For Four Years von Maxine Bernstein gelesen. Die Geschichte, die Bernstein in diesem Artikel erzählte, ist die von einem Mann, der irgendwo in der Nähe des Forest Parks vier Jahre lang mit seiner Tochter in einer selbst gebauten Unterkunft im Wald lebte. Sie hatten einen Gemüsegarten und einen Bach, in dem sie ihre verderblichen Waren lagerten. Frank, so der Name des Vaters, war College-Absolvent und Vietnamveteran und unterrichtete seine damals 12 Jahre alte Tochter Ruth mit alten Enzyklopädien. Frank hatte ein Leben im Forest Park als besser empfunden, als das Leben auf der Straße. Als die Menschen in der Stadt hiervon erfahren hatten, wurden Tausende Dollar für einen Fonds gespendet, der für Ruths Ausbildung eingerichtet wurde, und ein Polizeiwachtmeister aus Portland arrangierte, dass sie auf einer Pferdefarm in Yamhill County leben konnten.

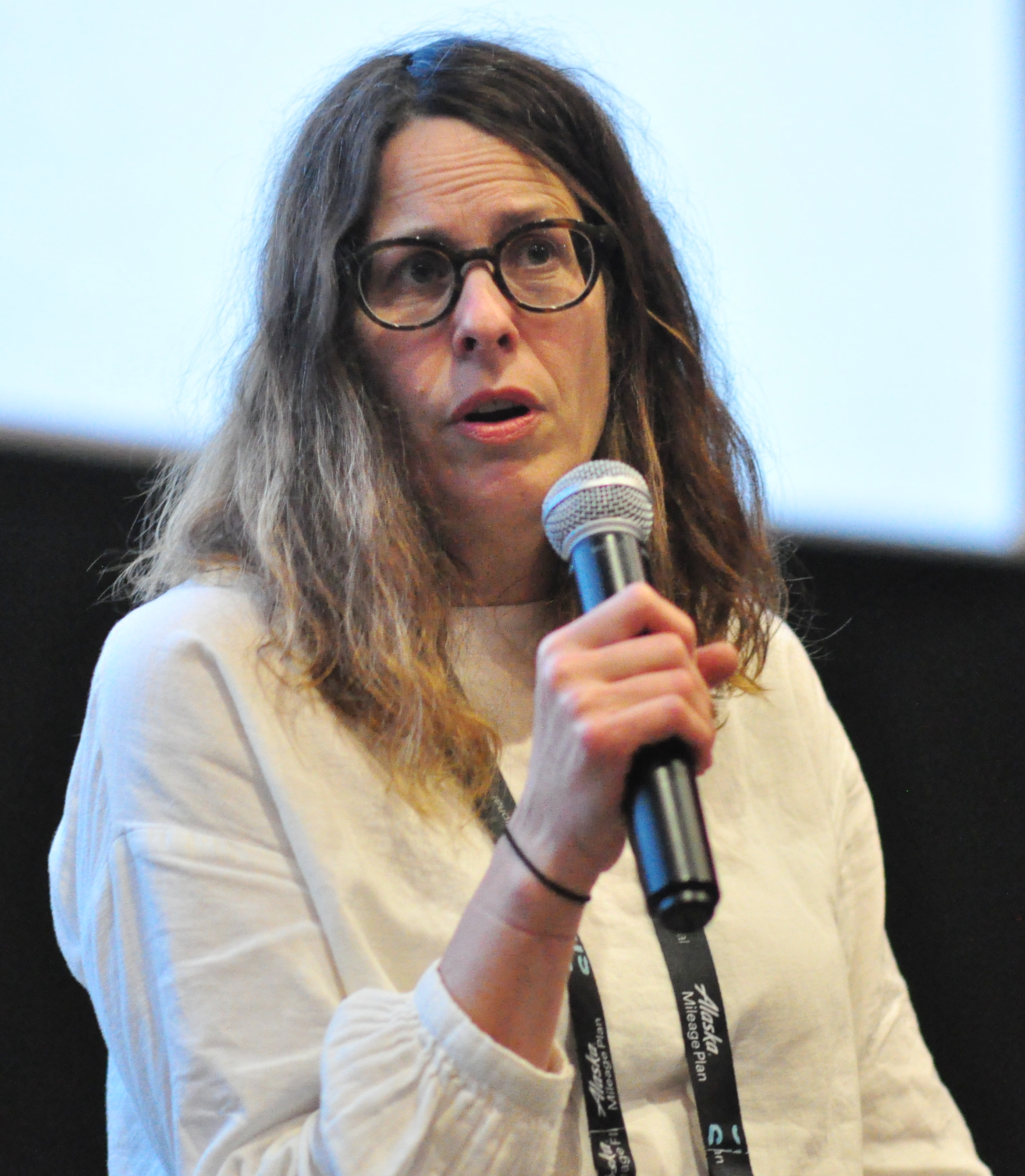
Anne Rosellini (Bild) adaptierte gemeinsam mit Regisseurin Debra Granik Peter Rocks Roman für den Film

Fünf Jahre später habe jedoch niemand mehr gewusst, was aus ihnen geworden ist, so Rock. Die Polizei hatte ihre Nachnamen nicht bekannt gegeben, um ihre Privatsphäre zu schützen. Nach dem Lesen des Artikels wanderte Rock tagelang durch den Forest Park und stellte sich ihr Leben vor. Er beschreibt, dass die beiden von den Joggern und Mountainbikern, die sich dort an den Wochenenden aufhalten, wohl nicht gesehen wurden. Weil der Park aber auch ein Rückzugsort für Drogenabhängige ist, sei dies kein Ort für ein Kind, so der Autor. Rock, der als Professor für kreatives Schreiben am Portland Reed College arbeitet, beschloss die Figuren und die Ideen aus diesem Artikel zusammenzustellen und veröffentlichte die Geschichte in seinem Roman My Abandonment bei Houghton Mifflin Harcourt. Er nahm die wenigen bekannten Fakten über Frank und Ruth und mischte sie für seinen Roman mit Elementen aus dem Fall von Elizabeth Smart, die im Jahr 2003 von einem Verrückten entführt und neun Monate lang gefangen gehalten wurde. „Seine Geschichten sind alle so unterschiedlich, doch alle berühren das Leben am Rande“, sagt Adrienne Brodeur, seine Redakteurin bei Houghton Mifflin Harcourt über Rocks Arbeit.
Regie führte Debra Granik, die Rocks Roman gemeinsam mit Anne Rosellini, anfänglich unter dem Arbeitstitel My Abandonment, für den Film adaptierte. Beide hatten bereits für den Film Winter’s Bone aus dem Jahr 2010 zusammengearbeitet. Gemeinsam waren sie hierfür bei der Oscarverleihung 2011 in der Kategorie  Bestes adaptiertes Drehbuch nominiert. Granik selbst, die sich als Minimalistin und ihre Art der Vorbereitung auf den Film als eine Art investigativen Journalismus beschreibt, sagte, das erste große Erwachen sei gewesen, dass es eine riesige Subkultur von Menschen gibt, die primitive Fähigkeiten praktizieren, so solche, die einfach lernen wollen, wie man ein Feuer ohne Brennstoff oder Streichhölzer entzündet und dies nicht im Rahmen eines militärischen Überlebenstrainings tun. Unsere Vorfahren hätten so viel gewusst, was wir heute nicht mehr wissen, so Granik, und nach Abschluss der Dreharbeiten hätte sie das Gefühl gehabt, in eine Höhle gehen zu können, in der Menschen vor zehntausend Jahren gemalt haben und sich ein wenig mehr verbunden mit diesen zu fühlen. Über Rocks Roman und die wahre Geschichte, die diesem zugrunde liegt, sagte Granik: „Ich war schon immer an Menschen interessiert, die nicht konform sind, die einen Lebensstil finden, der nicht völlig konform mit der übrigen Gesellschaft ist.“

### Besetzung, Dreharbeiten und Filmmusik
Ben Foster übernahm die Rolle von Vater Will, die neuseeländische Nachwuchsschauspielerin Thomasin McKenzie spielt seine Tochter Tom. In Vorbereitung auf die Produktion nahmen Foster und McKenzie an einem Überlebenstraining teil, bei dem sie lernten, Feuer zu machen, Schutzhütten zu bauen, Pilze zu essen und mit Messern zu arbeiten. Dana Millican spielt eine mitfühlende Sozialarbeiterin namens Jean, die Tom psychologischen Tests unterzieht und feststellt, dass Will sie gut erzogen und unterrichtet hat. Jeff Kober spielt den Farmer namens Walters, der ihre Geschichte im Fernsehen sieht und ihnen ein kleines Haus auf seinem Stück Land als Gegenleistung für Wills Arbeit zur Verfügung stellt, die Bäume für die Weihnachtszeit vorzubereiten.

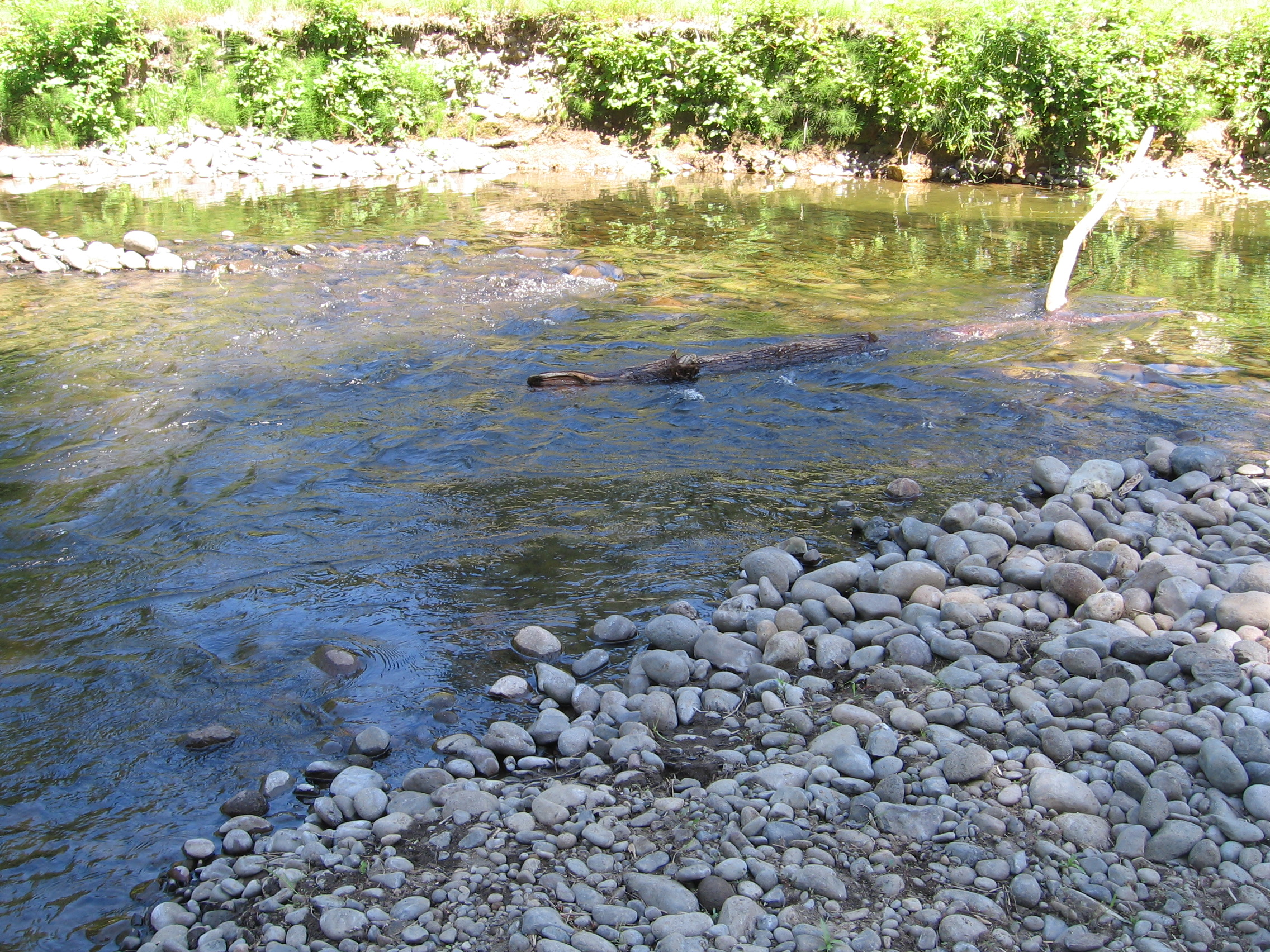
Entstanden sind die Aufnahmen unter anderem im Eagle Fern Park im Clackamas County

Die Dreharbeiten fanden in und um Portland statt. Zudem gibt es mehrere Szenen, die auf einer Weihnachtsbaumfarm in Oregon entstanden. Über die Aufnahmen in den Wäldern, wie beispielsweise im Eagle Fern Park in Clackamas County, sagte Granik, es sei eine herrliche Sache gewesen, den dortigen gemäßigten Regenwald mit seinen Texturen, seinen Mustern, seinen Schattierungen und auch die Feuchtigkeit zu fotografieren. Das letzte Drittel des Films wurde auf dem Tumala Mountain und auf dem Gelände der Squaw Mountain Ranch gefilmt, einem familienfreundlichen FKK-Resort außerhalb von Estacada in Oregon. Der Drehort wurde ausgewählt, weil sich dort ein ehemaliges Holzfällerlager befindet. Dort befindet sich auch die Hütte, in der Will und seine Tochter Tom im Film untergebracht werden. Im Juni 2017 wurden die Dreharbeiten beendet. Als Kameramann fungierte Michael McDonough, mit dem Granik bereits Winter’s Bone drehte.
Die Filmmusik wurde von Dickon Hinchliffe komponiert. Der Soundtrack, der 15 Musikstücke umfasst, wurde am 29. Juni 2018 von Lakeshore Records als Download veröffentlicht.

### Marketing und Veröffentlichung
Der Film feierte am 20. Januar 2018 im Rahmen des Sundance Film Festivals seine Premiere. Ein erster Trailer wurde Ende April 2018 vorgestellt. Im Mai 2018 wurde er in Cannes in der Nebenreihe Quinzaine des Réalisateurs vorgestellt. Am 29. Juni 2018 kam er in die Kinos im Vereinigten Königreich und in Irland, aber auch in ausgewählte US-Kinos. Am gleichen Tag wurde der Film beim Filmfest München erstmals in Deutschland gezeigt. Im August 2018 wurde er im Rahmen des Melbourne International Film Festivals vorgestellt. Ein Kinostart in Deutschland erfolgte am 13. September 2018. Im Herbst 2018 erfolgte eine Vorstellung beim Zurich Film Festival, hiernach eine Vorstellung bei der Viennale. Am 11. August 2020 wurde der Film in das Programm von Netflix aufgenommen.

## Rezeption

### Altersfreigabe und Filmgenre
In den USA wurde der Film von der MPAA als PG eingestuft und empfiehlt damit eine vorherige Begutachtung oder die Begleitung durch einen Elternteil bzw. einen Erwachsenen. In Deutschland wurde er von der FSK ab 6 Jahren freigegeben. In der Freigabebegründung heißt es: „Die Inszenierung ist geprägt von einer teils melancholischen Stimmung, die wie auch mehrere dramatische und konflikthafte Szenen Kinder im Vorschulalter emotional belasten und überfordern können. Kinder im Grundschulalter sind bereits kognitiv wie emotional und durch erste Medienerfahrungen in der Lage, diese Aspekte der Geschichte zuzuordnen.“
Carsten Baumgardt von Filmstarts erklärt, Leave No Trace sei ein intelligent konstruiertes, komplex geschriebenes und tief berührendes Vater-Tochter-Drama, das viel über Amerika erzählt. Auf die naheliegenden dramatischen Zuspitzungen verzichte Debra Granik dabei, und so zeige Will keine wahnsinnigen Colonel-Kurtz-Attitüden und Tom fange auch nicht plötzlich an, den rebellischen Teenager raushängen zu lassen: „Die Konflikte werden nicht aufgebauscht, wirken dafür aber umso realer, denn die Regisseurin und die Schauspieler bringen uns die Figuren mit großem Feingefühl samt aller ihrer Widersprüche nahe.“ Schon mit Werken wie Winter’s Bone und Stray Dog habe sich Granik als Chronistin des armen weißen Amerikas in der Indie-Filmszene etabliert und so sei auch Leave No Trace nicht nur ein Film über eine Zwei-Personen-Familie, sondern eben auch eine Erzählung über Amerika, so Baumgardt: „Ein Amerika, wie es auch sein kann, ein Amerika mit dem Herz am rechten Fleck.“

### Kritiken und Einspielergebnis
Der Film konnte bislang alle Kritiker bei Rotten Tomatoes überzeugen und erhielt hierbei eine durchschnittliche Bewertung von 8,6 der möglichen 10 Punkte. Zudem ging der Film aus den 20th Annual Golden Tomato Awards in der Kategorie Best-reviewed Dramas 2018 als Zweitplatzierter hervor und ebenso in der Kategorie Best Movies 2018: Limited Release. Auf Metacritic erhielt der Film einen Metascore von 88 von 100 möglichen Punkten. Häufig erkannten Kritiker eine Ähnlichkeit mit dem Film Captain Fantastic – Einmal Wildnis und zurück von Matt Ross.

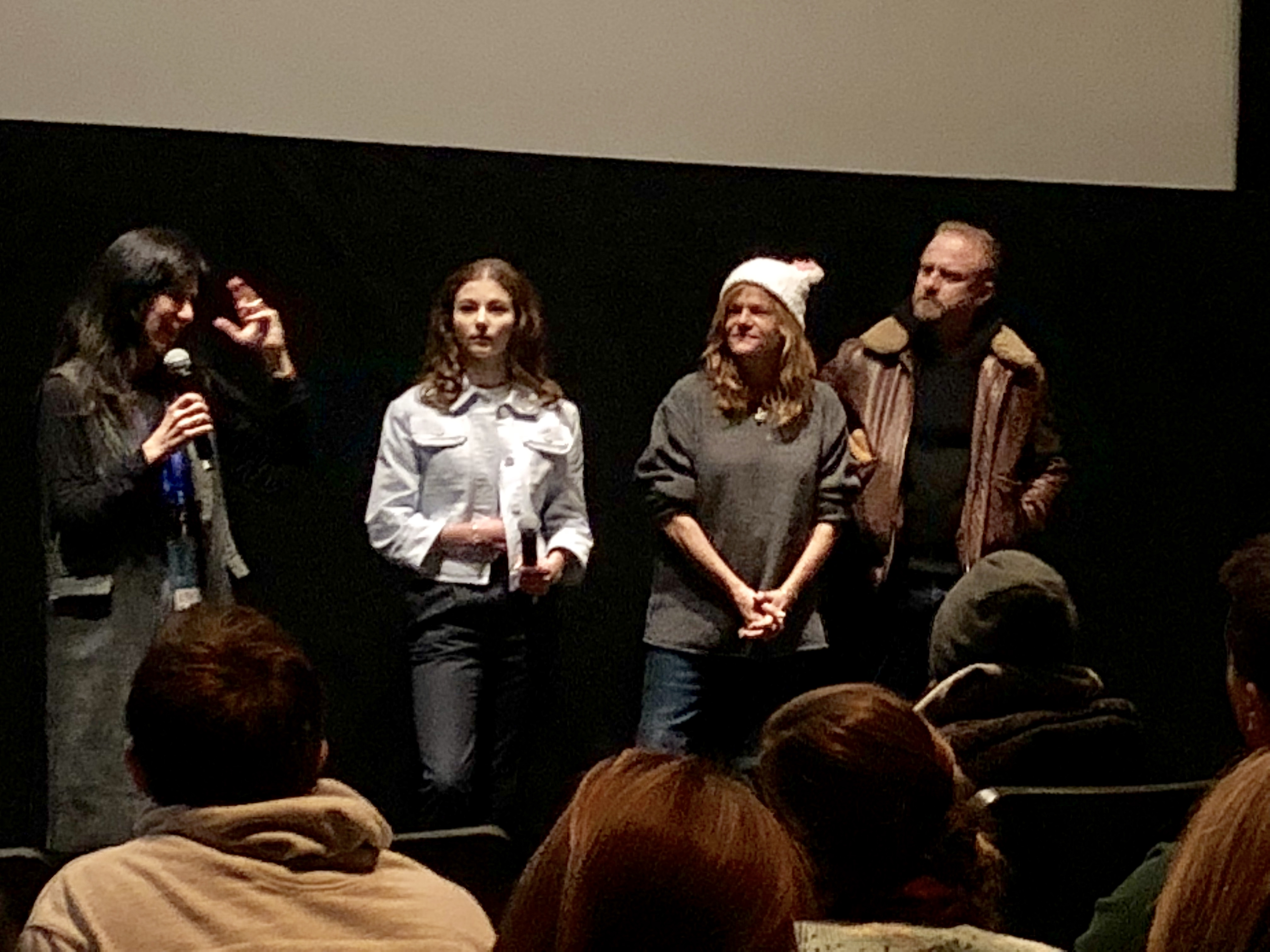
Cast und Crew beim Sundance Film Festival 2018

Manohla Dargis von der New York Times hebt in ihrer Kritik die filmischen Räume hervor, die die Regisseurin Debra Granik fühlbar lebendig mache und einem das Gefühl geben, direkt neben den Figuren zu stehen. Die Aufnahmen zu Beginn des Films führten den Zuschauer in einen Wald, der so einladend und ruhig sei, dass er fast wie eine Utopie wirke, und in seinen besten Momenten lade einen Leave No Trace einfach nur dazu ein, mit den Figuren zusammen zu sein, um die Welt so zu sehen und zu erleben, wie sie es tun.
Barbara Schweizerhof von epd Film sagt, Granik gelinge erneut die einfühlsame und vorurteilsfreie Erkundung einer Außenseiterperspektive, und ihr Film brauche für Will keine Diagnose, der vage Hinweis auf ein posttraumatisches Syndrom reiche aus, um der Figur emotionale Wucht und Glaubwürdigkeit zu verleihen: „Ben Foster macht in einem wunderbar beherrschten Auftritt sichtbar, dass für Will schon das reine Weiterleben einer beschwerlichen Wanderung gleichkommt. Seine Tochter liebt er so selbstverständlich, dass er ihr Recht auf Freiheit respektieren wird.“
Oliver Kaever von Zeit Online erklärt, zwar erzähle Granik von harten, sehr amerikanischen Themen wie Flucht, Krieg, Traumata, Anpassungsdruck und Einsamkeit, doch habe sie es trotzdem geschafft, daraus einen sanften, bewegenden, ehrlichen Film zu machen: „Einen Film, der das vergiftete Klima und die Spaltung in diesem Riesenland nicht ausblendet und dennoch zeigt, dass das offene Ohr, das offene Herz, die Freundschaft, kurz: Mitmenschlichkeit, nicht aufgehört haben, zu existieren.“ Dieser Geschichte liege eine unerwartete Solidarität und ein Gemeinsinn zugrunde, wie man sie in Trumps Amerika gerade an den hier gezeigten Orten womöglich nicht erwartet hätte, so Kaever. Ähnlich wie ihre Kolleginnen Kelly Reichardt und Nicole Holofcener erlaube Granik so unverstellte Einblicke in dieses manchmal so rätselhafte Land auf der anderen Seite des Atlantiks.
An seinem Eröffnungswochenende spielte der Film in den USA 219.140 US-Dollar ein. Die gesamten weltweiten Einnahmen aus Kinovorführungen belaufen sich bislang auf über 7 Millionen US-Dollar.

### Auszeichnungen (Auswahl)
Critics’ Choice Movie Awards 2019
- Nominierung als Bester Nachwuchsschauspieler (Thomasin McKenzie)[34]

Gotham Awards 2018
- Nominierung als Bester Darsteller (Ben Foster)
- Nominierung als Beste Nachwuchsschauspielerin (Thomasin McKenzie)[35]

Independent Film Festival of Boston 2018
- Auszeichnung mit dem Grand Jury Prize – Best Narrative Feature (Debra Granik)

Independent Spirit Awards 2019
- Nominierung als Bester Film (Anne Harrison, Linda Reisman, Anne Rosellini)
- Nominierung für die Beste Regie (Debra Granik)
- Nominierung als Beste Nebendarstellerin (Thomasin McKenzie)[36]

Los Angeles Film Critics Association Awards 2018
- Beste Regie (Debra Granik)

National Board of Review Awards 2018
- Aufnahme in die Top 10 Independent Films
- Auszeichnung als Beste Nachwuchsdarstellerin (Thomasin McKenzie)[37]

Satellite Awards 2018
- Nominierung als Bester Independent-Film
- Nominierung für das Beste adaptierte Drehbuch (Debra Granik und Anne Rosellini)
- Nominierung als Bester Filmschauspieler (Ben Foster)

Sydney Film Festival 2018
- Nominierung für den Publikumspreis – Best Narrative Feature (Debra Granik)
- Nominierung als Bester Film für den Sydney Film Prize (Debra Granik)

USC Scripter Awards 2019
- Auszeichnung für das Beste Drehbuch (Peter Rock, Debra Granik und Anne Rosellini)[38]

Zurich Film Festival 2018
- Nominierung für das Goldene Auge im Wettbewerb „Internationaler Spielfilm“ (Debra Granik)[39]

## Synchronisation
Die deutsche Synchronisation entstand nach der Dialogregie von Douglas Welbat im Auftrag der Studio Hamburg Synchron GmbH.
| Darsteller         | Synchronsprecher | Rolle       |
| ------------------ | ---------------- | ----------- |
| Thomasin McKenzie  | Florentine Stein | Tom         |
| Ben Foster         | Daniel Welbat    | Will        |
| Jeff Kober         | Jürgen Holdorf   | Mr. Walters |
| David Pittman      | Tetje Mierendorf | Blane       |
| Dale Dickey        | Katja Brügger    | Dale        |
| Isaiah Stone       | Flemming Stein   | Isaiah      |
| Michael J. Prosser | Michael Bideller | James       |
| Dana Millican      | Tina Eschmann    | Jean Bauer  |